# Terza rima
La terza rima, detta anche per antonomasia terzina dantesca, è la strofa principale della metrica italiana, usata e portata alla perfezione da Dante Alighieri nella Divina Commedia.
(Dante Alighieri, Inferno, V Canto, vv. 97-99)

## Caratteristiche
Un componimento in terza rima presenta una sequenza di rime che si può schematizzare nel modo seguente:
ABA BCB CDC DED ... UVU VZV Z
Tutti i versi, tranne la prima e l'ultima coppia (AA e ZZ), rimano a tre a tre. Il numero complessivo dei versi del componimento può variare, ma se diviso per tre dà sempre il resto di 1. I gruppi di tre versi che rimano fra loro sono intrecciati l'uno con l'altro in una sequenza continua, come gli anelli di una catena: la terza rima viene quindi anche detta terzina incatenata.
La terza rima forma un'unità in sé, e contemporaneamente permette la continuità. La concatenazione delle unità è mantenuta grazie alla ripetizione della rima centrale della precedente terzina, che conferisce al testo poetico uno sviluppo pertinente e una coesione logica e ritmica. Inoltre questa concatenazione rendeva molto più ardua l'interpolazione di versi apocrifi da parte dei copisti.
Questo tipo di strofa si trova anche, ad esempio, in Cecco Angiolieri :
(C. Angiolieri, Salute manda lo tu' Buon Martini, vv.12-14)
La terza rima è stata usata da tutti i poeti italiani almeno fino al XIX secolo, dai Trionfi del Petrarca, alla Bassvilliana del Monti, al Foscolo, al Leopardi. Essa può anche far parte di strofe maggiori e specialmente del sonetto.
Nella forma canonica i versi sono endecasillabi.

## Altre forme di terza rima
«La terza rima (o terzina incatenata, o terzina dantesca) è prima di tutto la forma metrica della Divina Commedia», ma non tutte le terze rime sono terzine dantesche. 
Sono definibili terze rime anche quelle usate da Cecco d'Ascoli ne L'Acerba (a schema ABA CBC) e quelle, sempre di endecasillabi, portate in auge da Girolamo Pompei (a schema ABA CDC, col secondo verso di ogni terzina sciolto), oltreché quelle, variamente rimate, della seconda parte del sonetto.
Si possono avere anche terze rime non di endecasillabi: Giovanni Berchet nel poemetto I profughi di Parga utilizza la terza rima di decasillabi.